# Domhnall Gleeson
Domhnall Gleeson (12. svibnja 1983.) je irski glumac i pisac. On je sin glumca Brendana Gleesona s kojim je do danas nastupio u nekoliko filmskih i kazališnih projekata.
Tijekom ranog razdoblja karijere, Gleeson je režirao i napisao nekoliko kratkih igranih filmova, zaradio nominaciju za nagradu Tony 2006. godine za ulogu u broadwayjskoj produkciji The Lieutenant of Inishmore te ostvario sporednu ulogu u filmu Nikad me ne ostavljaj. Širokoj publici postao je poznat nakon uloge Billy Weasleyja u filmskom serijalu Harry Potter (2010. – 2011.), kao Konstantin Levin u filmu Ana Karenjina (iz 2012.), kao Tim Lake u filmu Pravi trenutak (iz 2013.) te kao Russell Allen Phillips u ratnoj drami temeljenoj na stvarnim događajima Nesalomljivi (iz 2014.).
Godine 2015. Gleeson je pobrao hvalospjeve za nastup u čak četiri filma nominirana za prestižnu nagradu Oscar: kao Caleb u filmu Ex Machina, kao Jim Farrell u drami Brooklyn, kao kapetan Andrew Henry u povijesnoj drami Povratnik te kao general Hux u hitu Ratovi zvijezda: Sila se budi. Godine 2017. skupa sa svojim bratom Brianom nastupio je u filmu majka!, pojavio se u trileru American Made, portretirao A. A. Milnea u filmu Zbogom Christopher Robin te reprizirao ulogu generala Huxa u blockbusteru Ratovi zvijezda: Posljednji Jedi. Godine 2018. posudio je svoj glas u animiranom hitu Petar Zecimir.

## Vanjske poveznice
- Domhnall Gleeson u internetskoj bazi filmova IMDb-u (engl.)